# Bouches-de-la-Meuse
Departamentul Bouches-de-la-Meuse (franceză Département des Bouches-de-la-Meuse, neerlandeză Departement Monden van de Maas) a fost un departament al Franței din perioada primului Imperiu. 
Departamentul a fost format în urma anexării Regatului Olandei de către Primul Imperiu Francez în 1811. Departamentul ocupa un teritoriu din fostul Comitat Olanda una din cele 17 provincii ale Țărilor de Jos iar apoi unul din teritoriile Provinciilor Unite. Odată cu formarea Republicii Batave în 1798 teritoriul este organizat sub forma de departamente, după modelul francez, teritoriul Bouches-de-la-Meuse aparținând departamentelor Delf și Schelde-en-Maas. În 1801 acestea sunt reorganizate în regiune fiind format departamentul Holland reorganizat la rândul lui în 1807 în regiune fiind format departamentul Maasland. În urma refuzului Regatului Olandei de a aplica complet Blocada Continentală Imperiul Francez incorporarează întregului Regat Olandez în Imperiu în 1810.
Numele departamentului înseamnă "gura fluviului Meuse" și indică faptul că este situat pe cursul inferior al acestui râu, în apropiere de vărsarea acestuia în Marea Nordului. Este unul dintre cele 4 departamente numite după acest fluviu, celelalte fiind actualul departament francez Meuse și fostele departamente Sambre-et-Meuse și Meuse-Inférieure Reședința departamentului a fost orașul Haga, cunoscut în franceză ca La Haye. Departamentul era administrat indirect prin intermediul administrației franceze de la Haga, împreună cu celelalte departamente nordul fostului Regat Olanda.
Departamentul este divizat în 6 arondismente și 35 cantoane astfel:
- aronsidmentul Haga, cantoanele: Alphen aan den Rijn, Katwijk, Haga (4 cantoane) și Voorburg.
- aronsidmentul Brielle, cantoanele: Brielle, Goedereede, Sommelsdijk.
- aronsidmentul Dordrecht, cantoanele: Dordrecht (2 cantoane), Oud-Beijerland, Ridderkerk și Strijen.
- aronsidmentul Gorinchem, cantoanele: Culemborg, Gorinchem și Sliedrecht.
- aronsidmentul Leiden, cantoanele: Leiden (3 cantoane), Noordwijk și Woubrugge.
- aronsidmentul Rotterdam, cantoanele: Delft (2 cantoane), Gouda, Haastrecht, Hillegersberg, Naaldwijk, Rotterdam (4 cantoane), Schiedam și Vlaardingen.

În urma debarcării viitorului rege William I la Scheveningen și a oucpării succesive a Țărilor de Jos, Franța pierde controlul asupra regiunii începând de la sfârșitul lui 1813. În urma înfrângerii lui Napoleon în 1814 teritoriul intră în componența Regatului Unit al Țărilor de Jos în cadrul căreia face parte din provincia Holland, provincie divizată în 1840 iar actualmente teritoriul aparține provinciei Olanda de Sud din Olanda.